# Narciso Masferrer
Narciso Masferrer Sala (Madrid, 26 de abril de 1867-Barcelona, 10 de abril de 1941) fue un pionero del deporte, del olimpismo y del periodismo deportivo español. Estuvo presente en la mayoría de iniciativas deportivas catalanas del primer tercio del siglo XX, fundando y llegando a ser director de numerosos proyectos deportivos, entre ellos algunas de las mayores instituciones deportivas de España, como clubes, federaciones y prensa deportiva. 
Pionero del periodismo deportivo, fue fundador de las revistas Los Deportes, El Mundo Deportivo y "Stadium", además de ser corresponsal de la publicación francesa L'Auto y redactor jefe de La Vanguardia durante 17 años, de 1912 a 1929. Por ello, se le considera el padre del periodismo deportivo moderno en España. En prensa, su actividad se centró básicamente en la creación de proyectos periodísticos innovadores y en la promoción de la actividad deportiva entre los ciudadanos, preferentemente al aire libre. Desde los diversos foros periodísticos que fundó o dirigió, influyó decisivamente en el proceso de difusión e institucionalización de múltiples modalidades deportivas, desde la gimnasia al fútbol, pasando por el automovilismo, la natación, el atletismo o el ciclismo.
Fue el primer promotor deportivo español con una visión global y ambiciosa, y la primera persona que tuvo clara la necesidad de organizaciones nacionales para cada deporte, así como de federaciones para cada campeonato nacional. Masferrer está considerado como una de las figuras más importantes en los inicios amateurs de la gimnasia y el fútbol en España, ya que fue la cabeza fundamental de la fundación de la Federación Gimnástica Española en 1898, que actuó como federación española de fútbol hasta 1909. También dejó una gran huella en el ciclismo, ocupando la presidencia de la Unión Velocipédica Española en 1911, desde la que impulsó la creación de la Volta a Catalunya, la primera carrera ciclista por etapas de España y una de las más antiguas del mundo. También fue un destacado miembro del Comité Olímpico Español y el principal inspirador y promotor de las candidaturas de Barcelona anteriores a la Guerra Civil para albergar los Juegos Olímpicos.
También es conocido por su papel fundamental en la fundación del FC Barcelona, al publicar el famoso anuncio de Joan Gamper en la revista Los Deportes para encontrar jugadores interesados en formar un equipo de fútbol, y, a continuación, alojar la famosa reunión en el Gimnasio Solé el 29 de noviembre de 1899 que vio nacer al club, del que fue vicepresidente de 1909 a 1910, e incluso llegó a ocupar la presidencia de la Federación Catalana de Fútbol en 1913.

## Biografía

### Primeros años
Masferrer nació en Madrid en 1867, de padres catalanes, y estudió en Francia y Alemania, antes de trasladarse a Barcelona fundó en 1887 en su ciudad natal una de las primeras sociedades deportivas del país: la Sociedad Gimnástica Española. Masferrer se casó en Madrid con Esperanza Navarro en julio de 1891, a la edad de 24 años, y tanto él como su jovencísima esposa padecían tuberculosis, una enfermedad que hacía estragos en aquella época.[Como empleado de la Deutsch Compañía de Petróleos y Derivados, sus jefes decidieron enviarle a la sucursal sevillana de la empresa, con la esperanza de que el cambio de aires beneficiara su precaria salud. Allí tuvo dos hijos: Ana (1892-1940) y Narciso, que murió a los pocos días de nacer. Vivió en Sevilla cuatro años, hasta 1896, cuando razones profesionales le obligaron a trasladarse a Barcelona, ciudad en la que viviría la mayor parte de su vida.

### Primeros proyectos
Su labor como periodista comenzó en 1886, cuando aún vivía en Madrid, con el periódico El Imparcial, y un año después, el 2 de marzo de 1887, Masferrer, con 20 años, fundó la Sociedad Gimnástica Española (SGE) junto con Emilio Monjardín, Emilio Coll y Eduardo Charles. Pero no fue hasta finales de 1896, ya instalado en Barcelona, y coincidiendo con la muerte de su esposa, cuando se desencadenó su hiperactividad periodística. Tras haber sobrevivido por los pelos a la tuberculosis, ahora quería aprovechar plenamente la segunda oportunidad que le daba la vida, y así, tras el luto por su esposa, se lanzó a una agitada actividad informativa y asociativa. Lo más probable es que sus propios problemas de salud, causados por la tuberculosis, y la prematura muerte de su esposa, así como su preocupación por el bienestar de sus hijos, influyeran en su obsesión por la vida sana y la regeneración del pueblo español. En 1897, con 30 años, Masferrer fundó la Asociación Gimnástica Catalana y la revista quincenal Los Deportes, dirigiendo esta última desde el Gimnasio Solé de la calle Montjuïc del Carme. Esta publicación, que dejó de editarse en 1910, se convertiría a lo largo de su vida en el órgano oficial de diversas entidades, como la Real Asociación de Cazadores de Barcelona, la Federación Catalana de Clubes de Fútbol, la Unión Velocipédica Española y la Federación Gimnástica Española. A principios de 1898, Masferrer utilizó Los Deportes, que había fundado el año anterior, para convertirse en el principal propagandista de la Unión Velocipédica Catalana (UVC), presidida por el médico Manuel Duran i Ventosa, que creó esta entidad para competir con la madrileña Unión Velocipédica Española (UVE), actual Federación Española de Ciclismo.
Ya establecido en Barcelona y en su deseo de divulgar el deporte, tuvo una destacada actividad como periodista, creando algunas cabeceras barcelonesas como Los Deportes (1897), Vida Deportiva (1902) y El Mundo Deportivo (1906). Posteriormente dirigió la revista Stadium, escribió en La Vanguardia y fue corresponsal de la francesa L'Auto.
Impulsó la Asociación Gimnástica Catalana (1887) y la Federación Gimnástica Española (1898), que en sus inicios actuó de facto como una federación española de fútbol. Fue presidente de la Federación Catalana de Fútbol e impulsor de la española. Estrechamente ligado al FC Barcelona, estuvo presente en la reunión fundacional del club y fue su vicepresidente la temporada 1909/10. En 1911 presidió la Unión Velocipédica Española, desde donde impulsó la creación de la Volta a Cataluña, primera carrera ciclista por etapas de España y una de las más antiguas del mundo. 
Masferrer intervino también en la creación del Comité Olímpico Catalán y en la reorganización del Español. Fue promotor de una candidatura de Barcelona para los Juegos Olímpicos de 1924 y, a tal efecto, impulsó la construcción del estadio de La Foixarda, inaugurado en 1921.
- Datos: Q11938394
- Multimedia: Narciso Masferrer / Q11938394